# Assumpció Aguadé
Assumpció Aguadé (Barcelona, 1943) és una ballarina, coreògrafa i mestra de dansa clàssica catalana.
És la ballarina que ha actuat en més ballets i òperes vinculats al Gran Teatre del Liceu i una de les figures més rellevants de la seva generació i de la història de la dansa clàssica a Catalunya. El 1970 va rebre el Premi a la Vocació Artística que atorga el Liceu, i el 1972, el Premi Nacional de Teatre a la seva interpretació coreogràfica. El 2016 se li atorga el Premi d’Honor Sebastià Gasch d'Arts Parateatrals. Precisament, tant el crític Sebastià Gasch (a la revista Destino) com el «balletòman» Alfons Puig van considerar Aguadé una ballarina excepcional, amb una tècnica sòlida i amb un gran talent per a l’assimilació de personatges. Més enllà del seu talent i la seva tècnica com a ballarina, Aguadé és un dels esglaons fonamentals de la transmissió de la dansa clàssica a Catalunya i del llegat coreogràfic i artístic de Joan Magrinyà.

## Biografia
Va néixer a Barcelona el 1943. Es forma a l'Institut del Teatre de Barcelona amb Joan Magrinyà, amb qui complementa la seva formació a la seva escola privada del carrer Petritxol, on també estudia altres estils de dansa, com l'escola bolera o el flamenc. Amb tretze anys comença la seva trajectòria professional en l'espectacle de revista Chicas. Amb catorze anys balla a les gales de Cuadro de Arte Español de Charo Conteras. Quan es gradua el 1958 rep el Premi Extraordinari de Dansa Antònia Mercé «La Argentina», i entra a formar part del cos de ball del Liceu. El 1966 s'estableix el Ballet del Liceu, amb Magrinyà al capdavant, companyia amb la qual Aguadé ascendeix a primera ballarina el 1969. Amplia els seus estudis de dansa clàssica amb el prestigiós mestre argentí Héctor Zaraspe i amb Edith Fransen Crosta.
La trajectòria d’Aguadé com a ballarina es desenvolupa entre els anys seixanta i setanta. Com a primera ballarina interpreta i estrena papers protagonistes en els ballets coreografiats per Magrinyà, i, a més, també es converteix en la seva ajudant. Entre les seves parelles de ball, destaca el ballarí Alfons Rovira. També va ballar amb Fernando Lizundia i el polonès Janusz Smolinski. Balla coreografies com Temps romàntic, El combat, Pierrot, Els cinc continents, Els tapissos de Goya, Les gavines, El laberint i El sombrero de tres picos.
Quan Joan Magrinyà es jubila el 1974-1975, Aguadé assumeix la direcció del ballet i l'escola privada del mestre —fundada el 1936—, que encara continua en actiu. El 1987, el Ballet del Liceu es dissol i Aguadé es dedica a l'escola privada de Magrinyà i a altres projectes. El 1986 coreografia i fa d’ajudant de direcció en una òpera a Dallas (Estats Units), i també coreografia Carmen a Marsella. Per ampliar informació i actualitzar-se, Aguadé també viatja sovint a França i al Regne Unit. En diverses ocasions ha actuat en programes de televisió a Varsòvia, Itàlia i Àustria. Des que Aguadé es retirà dels escenaris s'ha dedicat a la docència i la direcció de l'escola.

## Estrenes[1]
- 1963. Suite de danses de Coupering. Joan Magrinyà. Gran Teatre del Liceu.
- 18 novembre 1964. Gavines. Joan Magrinyà. Gran Teatre del Liceu.
- 1967. A tempo romántico. Joan Magrinyà. Gran Teatre del Liceu.
- 1968. El combat. Joan Magrinyà. Gran Teatre del Liceu.
- Febrer 1969. Els cinc continents. Joan Magrinyà. Gran Teatre del Liceu.
- 1969. Nochebuena del diablo. Joan Magrinyà. Gran Teatre del Liceu.
- 20 maig 1973. Pierrot. Joan Magrinyà. Gran Teatre del Liceu.
- 1973. Laberint, La sardana de les monges, Gran pas espanyol, El sombrero de tres picos. Joan Magrinyà. Gran Teatre del Liceu.